# Berggasthaus Aescher-Wildkirchli

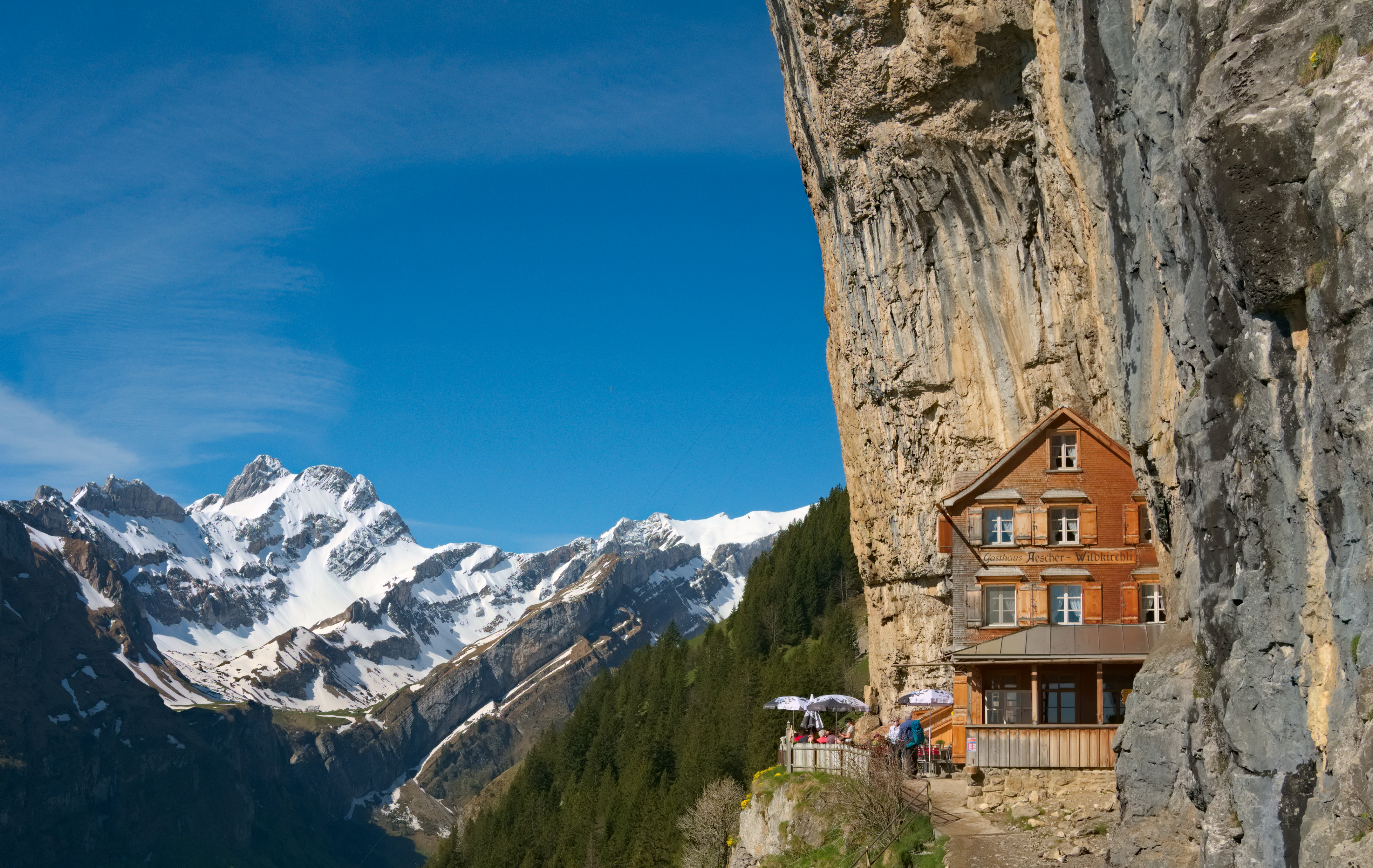
Berggasthaus Äscher

Das Berggasthaus Aescher-Wildkirchli (auch: Berggasthaus Äscher) ist ein Gasthaus im Schweizer Kanton Appenzell Innerrhoden, Bezirk Schwende-Rüte. Es wurde in eine der Höhlen des Wildkirchli unterhalb der Ebenalp (1640 m ü. M.) entlang des Weges nach Äscher gebaut. Das Berggasthaus besteht seit 1846 und ist damit eines der ältesten Berggasthäuser der Schweiz. Das heutige Gebäude wurde 1860 anstelle einer Felsunterkunft für eremitisch lebende Mönche errichtet. Es steht unter Denkmalschutz und gehört der Wildkirchlistiftung. Dank Werbung unter anderem in den Sozialen Medien ist das Berggasthaus Aescher stellvertretend für den Appenzeller Alpstein längst zum Symbol des Massentourismus geworden, welcher der Region während der Hochsaison eine überbordende Zunahme des motorisierten Privatverkehrs und von Parkplatzanlagen in der Schutzzone beschert.

## Lage

Das Berggasthaus Äscher etwa 1910

Erreichen kann man das Berggasthaus mit der Luftseilbahn Wasserauen–Ebenalp von Wasserauen her. Es ist in einem 15-minütigen Fussmarsch von der Ebenalp über einen Wanderweg erreichbar, der durch mehrere Höhlen führt.
In unmittelbarer Nähe steht das Wildkirchli-Museum, wo prähistorische Funde aus den Höhlen ausgestellt werden. In der benachbarten Höhle ist eine kleine Höhlenkapelle eingerichtet. Das Berggasthaus ist nur im Sommer geöffnet, zumeist von Anfang Mai bis Ende Oktober.

## Geschichte
Gäste werden in den Höhlen des Wildkirchli schon seit Hunderten von Jahren bewirtet. Gastgeber waren zuerst als Einsiedler lebende Mönche, dann die Bauern der Umgebung. In den 2010er-Jahren wurde das Berggasthaus zu einem weltweit bekannten Reiseziel. National Geographic bezeichnete es 2015 als den «schönsten Ort der Welt». Ein Foto des Berggasthauses befindet sich auf der Titelseite des im gleichen Jahr erschienenen Buches Destinations of a Lifetime. Die rund 200'000 Besucher jährlich führten zunehmend zu einer Überlastung von Gebäude und Infrastruktur. Früher wurden Übernachtungen angeboten. Der Ansturm war so gross, dass der Herbergsbetrieb zwischen 2017 und 2021 eingestellt wurde.

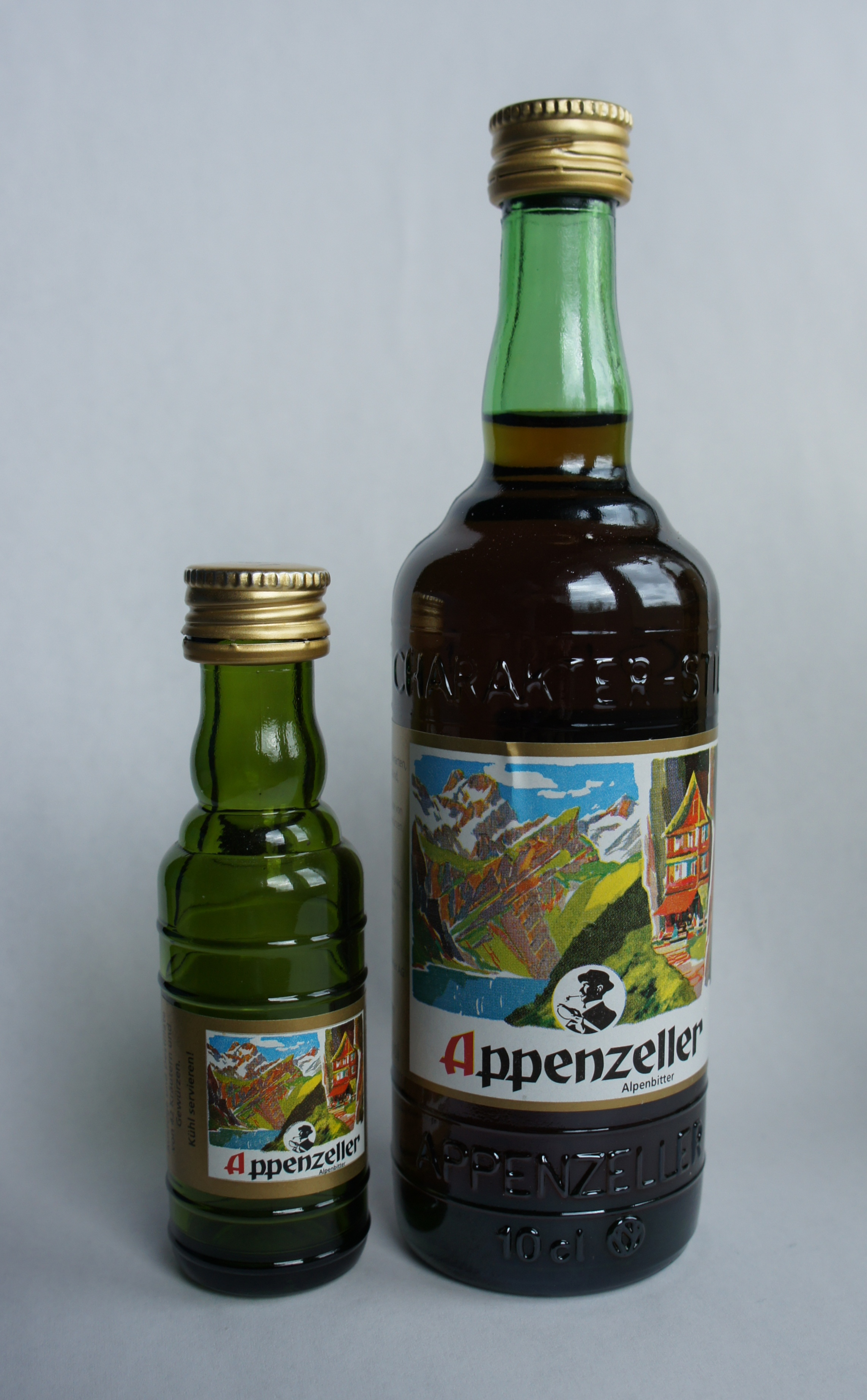
Appenzeller Alpenbitter mit der Darstellung des Aeschers

Das Berggasthaus Aescher und der darunterliegende Seealpsee sind seit 1960 in einer Zeichnung auf der Etikette des Appenzeller Alpenbitters dargestellt.

## Bergweg Seealpsee – Aescher-Wildkirchli
Der Weg vom Seealpsee zum Aescher ist ein steiler Bergweg und verläuft grösstenteils in einem bewaldeten Gebiet. Die Bäume verdecken bis zu 80 Meter hohe Felswände. Der Weg sollte nur von geübten Wanderern mit Wanderschuhen  begangen werden. Kinder sollten angeseilt werden. Viele Besucher unterschätzen den Weg; es gab mehrere tödliche Unfälle.

## Massentourismus
Seit das Bergrestaurant Aescher 2015 unter dem Titel «Places of a lifetime» als Titelbild des National Geographic abgebildet worden war, hat mit dessen enormer Bekanntheit auch der lokale Tourismus rasant zugenommen. Auch mittels Merchandise wurde das Lokal in aller Welt bekannt gemacht, dessen ikonische Ausstrahlung seither gerne mit jener des Matterhorns verglichen wird. Der Ansturm führte 2018 zur Auseinandersetzung, als die damaligen Pächter einen Ausbau der Infrastruktur des mitten in der Archäologiezone gelegenen, teils als Hotel geführten Bergrestaurants verlangten. Ihre Nachfolger gaben an, dem Massenzulauf Herr zu werden, indem sie die Hotellerie aufgeben und die verkauften Mahlzeiten, wie Gulasch oder Ribelmais, im Tal produzieren und als Gefrierprodukte mit Seilbahn und Raupenfahrzeug ins Restaurant liefern lassen wollten.
Befürchtungen betreffend Overtourismus haben 2023 zur Ausarbeitung einer Tourismus-Strategie durch den Kanton Appenzell Innerrhoden geführt. Kritiker bemängelten jedoch dessen einseitige Ausrichtung: «Ich hätte es gerne gesehen, wenn in der Strategie auch Grenzen des Tourismus erwähnt worden wären. Es geht darin nur um Wachstum.» Zu reden gegeben hatten zunächst «volle Gasthäuser», «volle Parkplätze, verstopfte Strassen und überfüllte Abfalleimer». Im September 2024 wurden Pläne bekannt, wonach in Wasserauen, einer durch den Hype um das Bergrestaurant Aescher-Wildkirchli bekannt gewordenen, charakteristischen bäuerlichen Appenzeller Streusiedlung und Ausgangspunkt der Wanderung dorthin, ein modernes Parkhaus für Hunderte Privatautos erstellt werden soll.